# Абхішека
Абгішека ( abhiṣeka IAST; «обмивання», «окроплення») — санскритський термін, яким в індуїзм та інших індійських релігіях називають ритуальне обмивання і умащения  мурті .  Обряд Абхішеком зазвичай супроводжується декламацією ведійських мантр та / або кіртан ом. Абхишека є обов'язковою частиною складного багатоденного ритуалу установки нових мурті в індуїстських храмах.

## В індуїзмі
Для здійснення обмивання, як правило, використовують п'ять елементів, званих панчамріта (це мед, молоко, йогурт, цукор і Ґхі), квіткові пелюстки, листя туласі, а також такі інгредієнти, як сандалова паста, кунжутна олія і трояндова вода. Отримана в результаті Абхішеки рідина є священною і називається чаранамрітой. Чаранамріта шанується як одна з форм прасада і поширюється серед віруючих, які п'ють її і кроплять нею свої голови.
Існують різні види Абхішеки:
- Гуру-Абхішека — обмивання стоп гуру, яке проводиться в урочистих випадках. Гуру-Абхішека, як правило, є одним з основних моментів у святкуванні В'яса-пуджи або дня народження гуру.
- Лінга-Абхишека — Абхішека, проведена над лінгам ом послідовниками шиваізма.
- Пушпа-Абхішека — ритуал, у ході якого мурті обсипають квітковими пелюстками.

В ведійської релігії Абхішека була одним з основних моментів обряду царської посвяти раджасуя. Раджу, що виступав жертводавцем, омивали водою з різних священних річок, налитої в 4 посудини, кожен з яких був виготовлений з різних порід дерева. Раджі вручалися лук і стріли, після чого, здійнявши руки до неба, він здійснював по одному кроку в напрямку кожної з сторін світу, тим самим приймаючи в своє володіння горизонтальний простір. У деяких варіантах ритуалу, це дійство могло набувати форми військового набігу на сусідів, що мешкали в чотирьох напрямках. У продовженні обряду, раджа також здійснював «три кроки Вішну», таким чином опановуючи: землею, повітряним простором і небесами — всесвіту у вертикальному її розподілі. Протягом усього ритуалу раджа постійно ототожнювався з Індрою та іншими девами. Сама Абхішека також називалася «Абхішекою великого Індри» і здійснювалася подібно обрядом посвяти Індри на небесне царство.

## У тантричних сектах
У тантричних сектах налічують до восьми різних обрядів Абхішека, які гуру використовують для освячування свого учня (так як тантрична практика заснована на індивідуальному контакті між гуру і учнем, гуру дає йому стільки присвят-Абхішека, скільки вважає за необхідне). У рамках цієї системи восьма Абхішека — Махапурнадікшабхішека, є квінтесенцією всіх ступенів освячення, коли учень-садхака досягає вершини духовного життя. Після неї він здійснює обряд власного похорону «шраддха» — зраджує вогню священний шнур і пучок волосся зі своєї голови, що символізує повну самопожертву. Після цього відносини «вчитель-учень» завершуються.

## В буддизмі
З появою буддизму популярний обряд Абхишека став здійснюватися і в цій релігії. Нове релігійно-філософський зміст вимагало нових форм ритуалу; незмінним залишилося обмивання водою. У ранньому буддизмі обряд Абхишека виконували при церемонії допущення до клятви-обітницею «правраджья» («вихід», тобто зречення від мирського життя), і в ініціації «упасамада» («прибуття», тобто вступ в члени сангхи або монастиря). У цих цілях Абхишека досі практикується усіма школами буддизму. Особливу роль обряд грав у тантричний буддизм, де він вважався нічим не замінним засобом. Адепт, прагнучий досягти самих вищих станів, не міг знайти відповідну силу і можливість, якщо він не пройшов цей обряд. Форма його проведення стала більш складною. У деяких тантричних текстах («Шекатанвая-самграха» та ін.) Описуються чотири види Абхишека:
- I Каласабхішека — ініціація допомогою зовнішнього обмивання — очищення водою з глечика; включає 6 підрозділів:
  1. Удака — ініціація водою
  2. Мукут — ініціація короною
  3. Ваджра — ініціація блискавкою
  4. Гантха — ініціація дзвоном
  5. Нама — ініціація ім'ям
  6. Ачарья — ініціація наставником

- II Гухьябхішека — (Ініціація і таємний культ) наставник пояснює все найпотаємніші подробиці йогичичної практики, що стосуються психотехніки.

- III Праджняабхішека — (ініціація в чисту мудрість) наставник пояснює пустотні природу особистості (пудгала) рівним чином як і всіх об'єктів (дхарма) і те, як йогичні процеси призводять до осягнення досконалого знання (праджня).

- IV Ваджрабхішека — вища ініціація в «граничну істину».